# Cervantes, Ilocos Sur

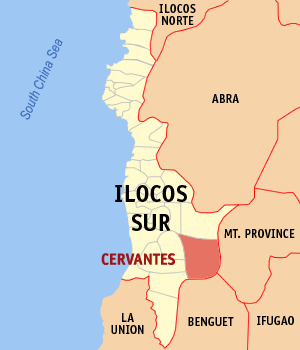
Bản đồ Ilocos Sur với vị trí của Cervantes

Cervantes là một đô thị hạng 4 ở tỉnh Ilocos Sur, Philippines. Theo điều tra dân số năm 2000 của Philipin, đô thị này có dân số 14.195 người trong 2.673 hộ. 

## Đơn vị hành chính
Cervantes được chia ra 13 barangay.
- Aluling
- Comillas North
- Comillas South
- Concepcion
- Dinwede East
- Dinwede West
- Libang
- Pilipil
- Remedios
- Rosario
- San Juan
- San Luis
- Malaya